# NGC 7415-1
NGC 7415-1 (другие обозначения — PGC 69984, UGC 12244, MCG 3-58-11, ZWG 453.23) — галактика в созвездии Пегас.
Этот объект входит в число перечисленных в оригинальной редакции «Нового общего каталога».